# ویلینگارا
ویلینگارا (به لاتین: Vélingara) یک منطقهٔ مسکونی در سنگال است که در ولینگارا واقع شده‌است. ویلینگارا ۲۳٬۷۷۵ نفر جمعیت دارد.

## خواهرخوانده
شهر اویی (بلژیک) خواهرخواندهٔ ویلینگارا هست.